# Баррі Голдвотер
Баррі Морріс Голдвотер або Ґолдвотер (англ. Barry Morris Goldwater; нар. 2 січня 1909, Фінікс, Аризона — пом. 29 травня 1998, Парадайз-Веллі, Аризона) — американський політик, кандидат Республіканської партії в президенти США на виборах 1964 року, сенатор від штату Аризона в 1953–1965 і в 1969–1987 рр.

## Біографія
Брав участь в Другій світовій війні як військовий пілот, вийшов у відставку в званні генерал-майора. Дотримувався правоконсервативних поглядів, але також виступав за десегрегацію армії США.
На виборах президента 1964 р. програв із значним відставанням (отримав 38 % голосів виборців і лише 52 голоси вибірників, вигравши лише в рідній Аризоні і 5 південних штатах) представникові демократів Ліндону Джонсону.
З часом погляди Голдвотера дещо змінилися. До середини 1980-х років Баррі Голдвотер почав висловлюватися на підтримку боротьби гомосексуалів за свої права і критикувати найяскравіших противників абортів.